# واوکس لاس پلمیکس
واوکس لاس پلمیکس (به فرانسوی: Vaux-lès-Palameix) یک کامین در فرانسه است که در Canton of Vigneulles-lès-Hattonchâtel واقع شده‌است.

## خصوصیات
واوکس لاس پلمیکس ۱۰٫۵۲ کیلومترمربع مساحت و ۲۶ نفر جمعیت دارد و ۲۶۱ متر بالاتر از سطح دریا واقع شده‌است.